# Lingue galloromanze
Le lingue galloromanze sono un ramo delle lingue romanze sviluppatesi nelle terre dell'antica Gallia. Le lingue considerate galloromanze in senso stretto sono le lingue d'oïl (incluso il francese), francoprovenzale e occitano. Una classificazione più ampia include le lingue gallo-italiche, le lingue reto-romanze e la lingua catalana, in quanto l’occitano è la lingua più vicina ad essa.

## Distribuzione geografica
Le lingue galloromanze sono diffuse prevalentemente in Belgio, Francia, Principato di Monaco, Svizzera, Italia settentrionale, San Marino, Andorra ed est della Spagna.

## Il sostrato e lo sviluppo delle lingue galloromanze
Il sostrato delle lingue galloromanze è, come suggerisce il nome, di tipo gallico. Tale sostrato si palesa più frequentemente tramite la fonetica, mentre sono poche le lingue che mantengono un consistente patrimonio lessicale celtico (fra queste ad esempio le parlate gallo-romaniche delle Alpi e dell'alta Francia; ad esempio, secondo alcune recenti stime e studi, almeno il 7% del patrimonio lessicale friulano (toponimi compresi) sarebbe riconducibile al celtico). Un altro sostrato presente in queste lingue è quello retico, marcato soprattutto nel romancioma anche nelle altre lingue gallo-romanze alpine. In ultimo luogo, bisogna ricordare i fenomeni sostratici venetico (di cui restano alcune tracce negli attuali Veneto e Trentino) e ligure (in molte lingue gallo-italiche, tra le quali il ligure odierno).
Altrettanto importanti sono i superstrati, in massima parte germanici o neo-latini. In particolare il superstrato francone è stato fondamentale nella formazione del francese e del vallone, quello burgundo per il francoprovenzale, quello visigoto per l'occitano e il catalano, quello longobardo per le restanti lingue (galloitalico, romancio, ladino, friulano).

## Caratteristiche principali delle lingue galloromanze
- La caratteristica principale è la perdita delle vocali latine finali, soprattutto quelle andate perse (/e/, /o/) latine. In alcune lingue sono cambiati da altri come il francese per e che in molti casi non è pronunciato.
- Evoluzione della vocale latina (/u/) a (/y/) come ü in tedesco, particolarmente nelle lingue d'oïl, le lingue gallo-italiche, francoprovenzale, romancio e dialetti settentrionali dell'occitano. Inoltre sono state sviluppate due vocali (/ø/, /œ/) assenti in altre lingue romanze, rappresentate con le grafie eu, œ, ö, è presente nelle lingue d'oïl, le lingue gallo-italiche, romancio e alcuni dialetti dell'occitano, del ladino e del catalano.
- Presenza della vocale /ə/ che appare come allofono di e, a. Questa vocale è presente nelle lingue d'oïl, francoprovenzale, romancio, occitano, catalano e alcune lingue gallo-italiche.
- C'è l'eliminazione delle vocali intertoniche (tra la sillaba accentata e la prima o l'ultima sillaba).
- Non svilupparono dittongazione nelle vocali brevi latine e, o.
- Conservazione dei gruppi latini (cl, fl, pl) ad eccezione delle lingue gallo-italiche.
- Palatalizzazione di ca /ka/ iniziale a /ʃa/ /t͡ʃa/, in italiano pronunciato cia, scia. Questo fenomeno accadde nel francoprovenzale, le lingue d'oïl, le lingue reto-romanze e nei dialetti settentrionali occitani.
- Perdita dell'infinito latino (-re) particolarmente nelle lingue gallo-italiche e reto-romanze. In francese, francoprovenzale, occitano e catalano l'infinito finisce con una -r ma non è pronunciata.
- Lenizione o perdita delle consonanti occlusive sorde latine (/p/, /t/, k/). Una caratteristica condivisa con le lingue ibero-romanze, il veneto e il sardo.

## La lingua siciliana
La conquista normanna della Sicilia cambiò radicalmente la cultura dell'isola. I Normanni vanno ricordati per aver veicolato la loro eredità linguistica e culturale galloromanza e nordica in Sicilia. Il galloromanzo, soprattutto nella sua forma anglo-normanna, era la lingua di corte del ceto dominate, era anzi il segno più esplicito di essere un gruppo a parte, e perciò come attesta Ugo Falcaldo in curia maxime necessarium. Nella cultura normanna-galloromanza avvenne la gestazione della lingua siciliana che possiede un gran numero di parole galloromanze e normanne e che conserva l'eredità normanna sia nella lingua scritta sia in quella parlata.

## Classificazione
Le lingue galloromanze, seconda la contestata classificazione di Ethnologue, comprendono:
- lingue d'oïl
  - borgognone-morvandiau
  - champenese
  - francoconteese
  - francese
  - piccardo
  - gallo
  - normanno
  - vallone
  - lorenese
  - pittavino-santongese
  - berrichone
  - angevino-mayennese

- francoprovenzale

- lingue gallo-italiche[3].
  - gruppo padano-alpino
    - emiliano
    - romagnolo
    - lombardo
    - piemontese
    - ligure
    - gallico marchigiano[4]
    - dialetti gallo-italici di Sicilia
    - dialetti gallo-italici di Basilicata

  - gruppo di transizione padano-veneto
    - dialetti trentini

- lingue retoromanze
  - friulano
  - ladino
  - romancio

- lingue occitano-romanze[5]
  - occitano
  - catalano